# Matthias Heidemann
Matthias Heidemann (Köln, 1907. február 7. – 1970. november 30.) világbajnoki bronzérmes német labdarúgó, csatár.

## Pályafutása

### Klubcsapatban
A Werder Bremen csapatában kezdte a labdarúgást, majd a Bonner FV együttesében szerepelt és itt fejezte be az aktív labdarúgást.

### A válogatottban
1933 és 1935 között három alkalommal szerepelt a német válogatottban. Részt vett az 1934-es olaszországi világbajnokságon, ahol bronzérmet szerzett a csapattal.

## Sikerei, díjai
Németország
- Világbajnokság
  - bronzérmes: 1934, Olaszország